# Kosmopoliet (vlinder)
De kosmopoliet (Leucania loreyi) is een nachtvlinder uit de familie van de uilen (Noctuidae). 

## Beschrijving
De voorvleugellengte bedraagt tussen de 16 en 17 millimeter. De voorvleugels hebben een strogele basiskleur. Vanuit de vleugelwortel loopt een brede donkere lijn. Naar de buitenrand toe loopt deze uit in een driehoekvormig donker veld. De achtervleugels zijn wit.

## Levenscyclus
De kosmopoliet gebruikt diverse grassen als waardplanten. De soort vliegt van april tot november in meerdere generaties. 

## Voorkomen
De soort komt vooral voor in het (sub)tropische deel van wereld, met uitzondering van Amerika. De kosmopoliet is in Nederland een zeer zelden waargenomen trekvlinder. De enige bekende waarnemingen stammen uit 1859 (Amsterdam) en 2006 (Monster). In België is de soort (nog) nooit waargenomen.